# Jan Egeland
Jan Egeland, född 12 september 1957 i Stavanger i Norge, är en norsk diplomat och politiker (Arbeiderpartiet). Åren 1990-1997 var han statssekreterare på norska utrikesdepartementet. Jan Egeland var 2003–2006 undergeneralsekreterare i FN och chef för FN:s kontor för samordning av humanitär hjälp (UNOCHA) och samordnade bl.a. nödhjälpen efter tsunamikatastrofen 2004.
5 juli 2007 var han sommarpratare i Sveriges Radio P1.
Den 6 juni 2013 utnämndes han till generalsekreterare i Norwegian Refugee Council (NRC).
2012 gjorde den norska komikergruppen Ylvis en låt om Egeland som har över 19 miljoner visningar på Youtube.